# Porte Esquiline
La porte Esquiline (latin : Porta Esquilina) est une des portes du mur Servien, placée entre la porte Viminale et la porte Querquétulane.

## Localisation
La porte se situe sur l'Esquilin, près du Viminal, près de l'endroit où la via Labicana menant à Labicum rejoint la via Tiburtina menant à Tibur. Une fois entré dans Rome, ces deux voies communiquent avec le Clivus Suburanus.
L'aqueduc Anio Vetus se termine près de cette porte, à l'intérieur du mur Servien.

## Histoire
Au début du Ier siècle, durant le principat d'Auguste, la porte est reconstruite sous la forme d'un arc de triomphe à trois baies. L'arche centrale est plus grande, avec un passage de 3,38 mètres de large et 10,1 mètres de haut, contre 1,28 mètre de large et 3,45 mètres de haut pour les passages latéraux. En 262 ap. J.-C., ce dernier, encore visible de nos jours, est dédié à l’empereur Gallien par Marcus Aurelius Victor.
Au Moyen Âge, l'église Santi Vito e Modesto est construite près de la porte. En 1477, lors de sa reconstruction, elle vient s'adosser à l'arc. Les passages latéraux sont certainement détruit à cette occasion.

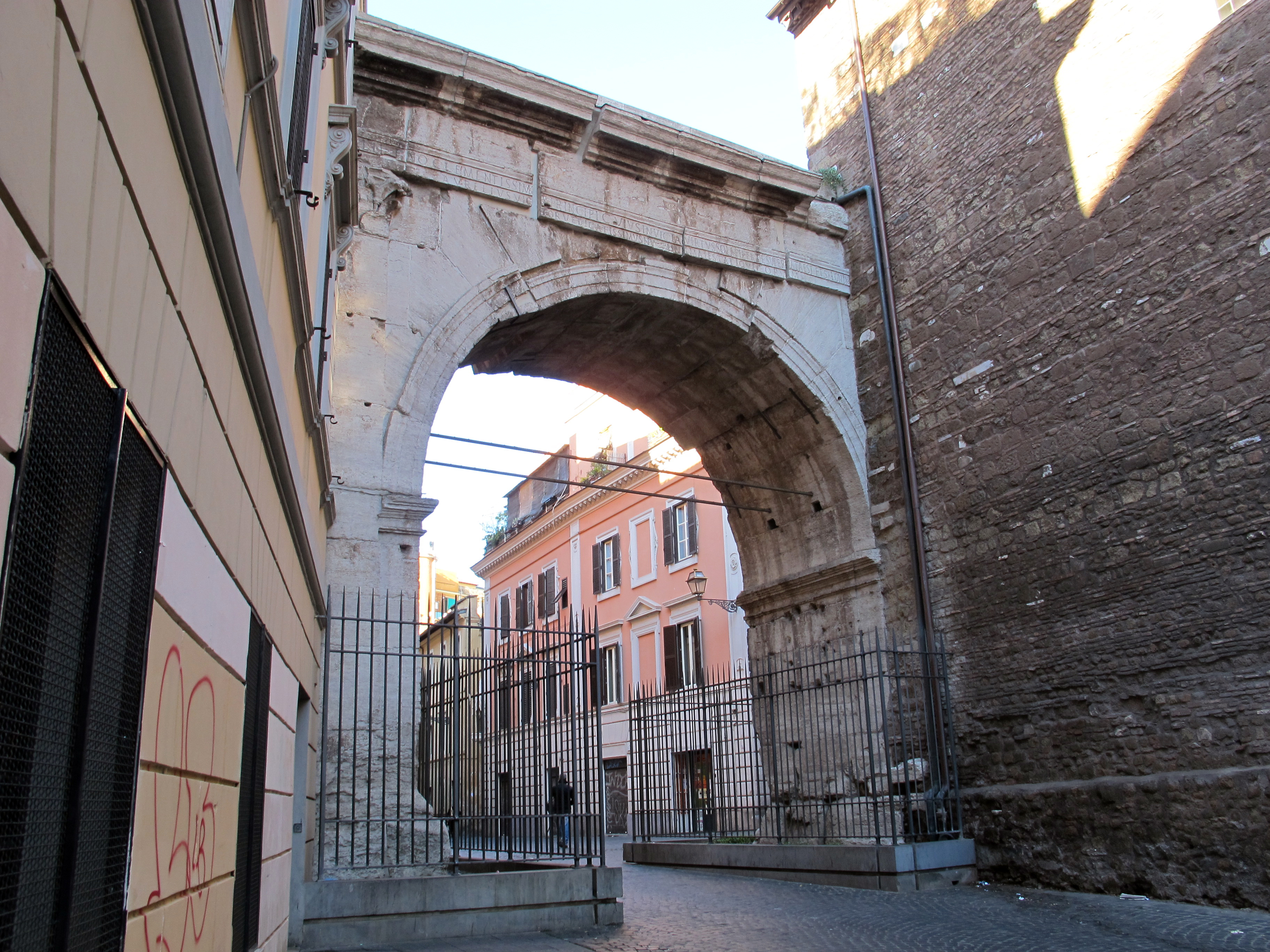
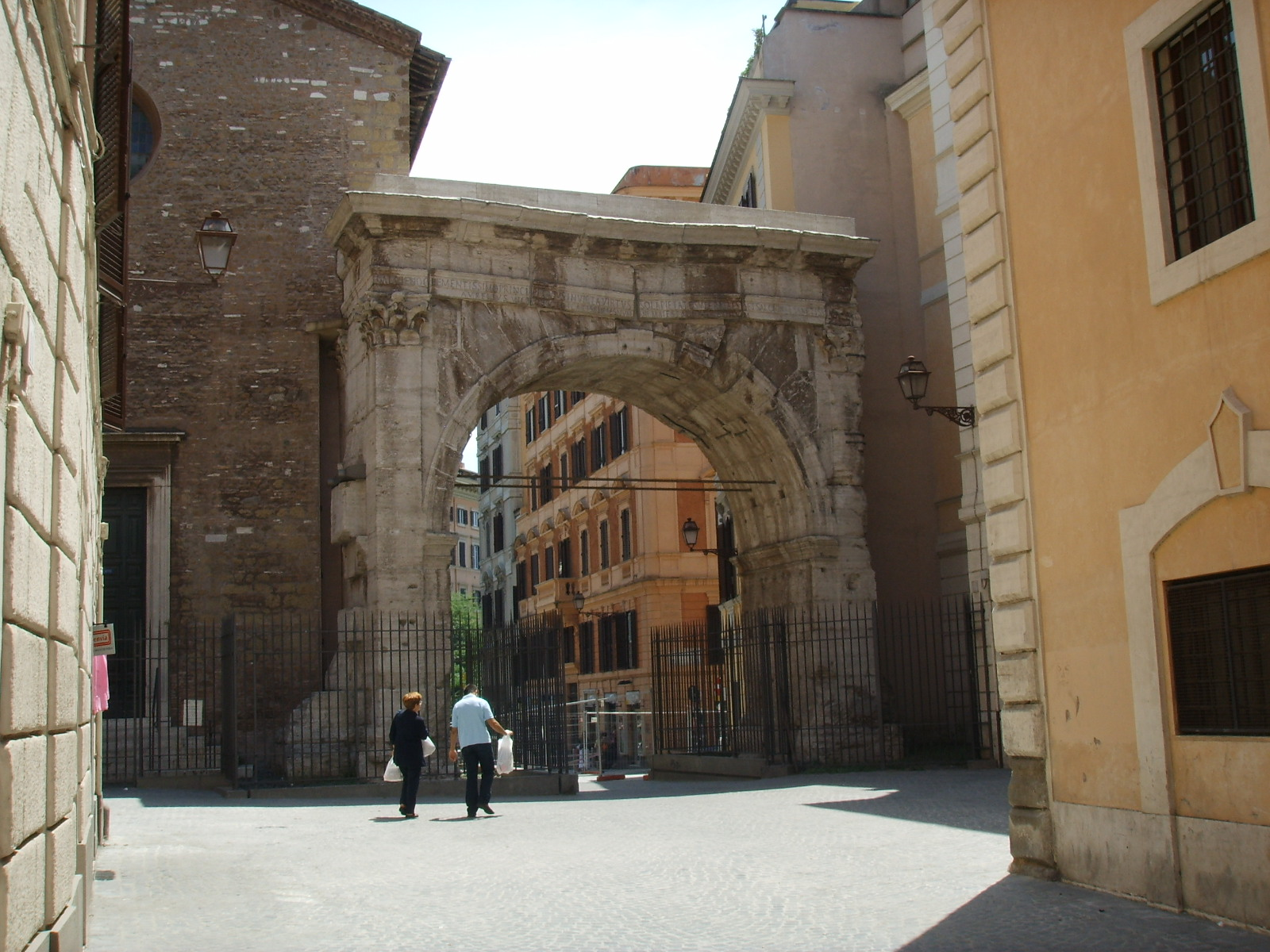